# 배금수
배금수(裴今洙, 1943년 11월 26일 ~ )은 대한민국의 축구 선수로, 1964년 AFC 아시안컵에 참가했다.

## 수상

### 국가대표팀
대한민국 U-20
AFC 청소년 축구 선수권 대회  : 우승 (1963)